# Panamco
Panamco è una società imbottigliatrice del gruppo Coca Cola. È posseduta al 75% dalla Panamerican Beverages Inc. di Miami e al 25% da TCCC. Il 6 maggio 2003 si è fusa con Coca-Cola FEMSA.
Panamco è stata criticata per le sue cattive relazioni sindacali. In Colombia è stata più volte accusata di aver assoldato forze paramilitari mercenarie per intimidire, rapire e assassinare i coordinatori sindacali.  Queste accuse si sono concretizzate in numerose cause penali e hanno fatto nascere, dapprima in Colombia e in seguito nel resto del mondo, azioni di boicottaggio sui consumi di bevande prodotte o commercializzate dalla The Coca-Cola Company.
Fino a oggi non vi sono mai state condanne per la TCCC o le aziende di imbottigliamento al riguardo. Le accuse fin qui mosse non sono state riconosciute e, dopo il clamore iniziale, si è assistito a una serie di archiviazioni.